# جانی کلی
جانی کلی (انگلیسی: Johnny Kelly؛ زادهٔ ۹ مارس ۱۹۶۸) طبل‌زن اهل ایالات متحده آمریکا است.